# Polskie Towarzystwo Geograficzne
Polskie Towarzystwo Geograficzne (PTG) – towarzystwo naukowe z siedzibą w Warszawie, założone 27 stycznia 1918.
Zrzesza ok. 1,2 tys. członków (stan na dzień 31 grudnia 2016) w 21 oddziałach i komisjach tematycznych. Członkowie PTG spotykają się corocznie na Walnych Zebraniach Delegatów. PTG prowadzi prace naukowe, dydaktyczne i popularyzatorskie z geografii. Obecna siedziba Towarzystwa znajduje się w budynku Wydziału Geografii i Studiów Regionalnych Uniwersytetu Warszawskiego przy ul. Krakowskie Przedmieście 30 w Warszawie. Obecnym Przewodniczącym PTG jest Urszula Myga-Piątek.

## Historia
Polskie Towarzystwo Geograficzne założone zostało 27 stycznia 1918 r. Zebranie założycielskie odbyło się w Warszawie, w Sali Stowarzyszenia Kupców Polskich (ul. Szkolna 10, Warszawa), a deklaracje członkowskie podpisało 47 osób. Dominowali wśród nich profesorowie uniwersytetów: Warszawskiego i Jagiellońskiego (m.in. Stanisław Lencewicz, Jan Lewiński, Jerzy Loth, Bolesław Olszewicz, Stanisław Poniatowski, Ludomir Sawicki). Członkami założycielami były osoby różnych zawodów i specjalności naukowych, oprócz geografów m.in. ekonomiści, historycy, socjologowie, meteorolodzy, geolodzy, botanicy, zoolodzy i antropolodzy.
Fragmenty odezwy propagandowej PTG, luty 1918 r.:

...konieczność zrzeszania osób pracujących na polu geografii i nauk pokrewnych dookoła ogniska, w którym przez bezpośrednią wymianę zdań i ciągły kontakt z rozwojem nauk za granicą ześrodkować by się mogły wszelkie dążenia ku podniesieniu poziomu oświaty i twórczości geograficznej u nas... Czekają nas i w wolnej Polsce zadania olbrzymie. Nie posiadamy mapy kraju (...), zbadanie rzek naszych jest potrzebą aktualną, od jego wyników zależy wyzyskanie zaniedbywanych dotąd dróg wodnych. Zagadnienia z zakresu etnografii, statystyki, geografii ekonomicznej i wojskowej wymagają w interesie kraju natychmiastowego wyświetlenia. …Ale ambicje nasze nie mogą ograniczać się tylko do kraju ojczystego. Podróżnicy i badacze nasi znani są w naukowej literaturze geograficznej Australii (Strzelecki), Polinezji (Kubary), Ameryki Południowej (Domeyko, Sztolcman, Siemiradzki), Afryki (Rogoziński, Rehman, Czekanowski), okolic podbiegunowych (Arctowski, Dobrowolski) a zwłaszcza Syberii (Polak, Czekanowski, Dybowski, Sieroszewski). Winniśmy i w przyszłości położyć na tym znamię polskości; nauka polska nie może się ograniczać tylko do kraju własnego, musi stać na poziomie światowym...

Celem Towarzystwa było łączenie nauki z praktyką, środowisk akademickich, instytutów naukowych i placówek badawczych, kadry pedagogów szkolnych, ludzi zainteresowanych naukami o Ziemi, studentów oraz młodzieży szkolnej. Organem PTG był od 1918/19 „Przegląd Geograficzny”, od 1953 r. obecnie wydawany przez Instytut Geografii i Przestrzennego Zagospodarowania PAN w Warszawie. Pierwszymi redaktorami byli kolejno Ludomir Sawicki oraz Stanisław Lencewicz. W Krakowie ukazywały się „Wiadomości Geograficzne” (1923–1939), założone przez Ludomira Sawickiego przy współpracy Wiktora Ormickiego.
Od 1920 r. nadawane są tytuły członka honorowego PTG. Do 2015 r. wręczono 135 dyplomów geografom: 72 z Polski i 63 z zagranicy. Prof. Eugeniusz Romer został pierwszym honorowym członkiem PTG (1922 r.). W 1924 r. Towarzystwo posiadało 659 członków, w latach późniejszych ich liczba systematycznie malała aż do zaledwie 194 osób w 1935 r. W 1926 r. nastąpiło rozbicie ruchu geograficznego: w 1926 r. powstało Towarzystwo Geograficzne we Lwowie, przew. Eugeniusz Romer; a w 1928 r. powstało Towarzystwo Geograficzne w Poznaniu, przew. Stanisław Pawłowski. Uszczuplone PTG miało centralę w Warszawie i obejmowało Oddziały:
- Krakowski, zał. 1922, istnieje do dziś. Przewodniczący do 1939 r.: Michał Siedlecki, Ludomir Sawicki, Jerzy Smoleński;
- Śląski, zał. 1929, w 1934 r. włączony do Oddziału Krakowskiego, po wojnie samodzielny. Przewodniczący: Wacław Olszewicz, Stanisław Warcholik, Zofia Buczkówna;
- Łódzki, zał. 1929, w 1933 r. włączony do Oddziału Warszawskiego, po wojnie samodzielny. Przewodniczący: Jakub Stefan Cezak;
- Wileński (1935–1939);
- Warszawski, zał. 1935, istnieje do dziś. Przedtem Oddział Warszawski był częścią Zarządu Głównego. Przewodniczący Stanisław Lencewicz.

W 1922 r. z inicjatywy Juliusza Jurczyńskiego powstało w Łodzi Zrzeszenie Polskich Nauczycieli Geografii, będące organizacją o charakterze zawodowym. Przewodniczącymi byli kolejno Eugeniusz Romer oraz Stanisław Pawłowski. Wydawało ono „Czasopismo Geograficzne” (1923, od 1946 r. organ PTG). Redaktorami byli kolejno Juliusz Jurczyński, Eugeniusz Romer, Stanisław Pawłowski. Zrzeszenie współpracowało z PTG oraz z Towarzystwami we Lwowie i w Poznaniu. Ta współpraca przejawiała się przede wszystkim w organizacji Ogólnopolskich Zjazdów Nauczycieli Geografii. Zorganizowano w sumie 8 takich zgromadzeń: 1922 – Łódź, 1926 – Lwów, 1928 – Lwów, 1929 – Poznań, 1931 – Gdynia, 1933 – Warszawa, 1936 – Katowice, 1939 – Kraków. Zjazdy odegrały istotną rolę w tworzeniu podstaw teoretycznych i metodycznych geografii, a także stanowiły forum wymiany doświadczeń i informacji o badaniach naukowych prowadzonych przez poszczególne ośrodki akademickie. Część każdego Zjazdu była poświęcona problemom geografii szkolnej, a obradom w tej części zjazdów towarzyszyły pokazowe lekcje geografii prowadzone przez wybitnych dydaktyków geografii.
W 1927 r. zorganizowano II Zjazd Geografów Słowiańskich. W Zjeździe, który miał miejsce w Gdyni w 1931 r. uczestniczyło ok. 400 osób w tym: Eugeniusz Romer i August Zierhoffer ze Lwowa, Mieczysław Limanowski z Wilna, Stanisław Pawłowski z Poznania. Zjazd ten stanowił odpowiedź na organizowany w tym samym czasie w Wolnym Mieście Gdańsk Zjazd Geografów Niemieckich. W 1934 r. PTG było współorganizatorem Kongresu Geograficznego (Międzynarodowej Unii Geograficznej) w Warszawie.
Po przerwie wymuszonej II wojną światową Polskie Towarzystwo Geograficzne wznowiło działalność 6 maja 1945 r. w Warszawie. Pierwsze Walne Zebranie PTG po wojnie (1945) zostało zwołane przez Stanisława Srokowskiego. W dniach 8–13 czerwca 1946 r. doszło do połączenia towarzystw i organizacji geograficznych: PTG, regionalnego Towarzystwa w Poznaniu i Zrzeszenia Polskich Nauczycieli Geografii w jedną organizację (PTG). Do zjednoczenia towarzystw doszło na Zjeździe Geografów Polskich we Wrocławiu, przyjęto nową strukturę organizacyjną PTG. W jego skład weszły wydziały: Spraw Naukowych oraz Geografii Szkolnej i Popularyzacji Geografii. W latach 1946–1953 Towarzystwo było najważniejszym ośrodkiem badań geograficznych w Polsce. Prowadziło m.in. prace związane z wykonywaniem mapy geomorfologicznej i hydrologicznej Polski, a także opracowywało bibliografię geografii polskiej. Po 1953 r. i w całym okresie Polski Ludowej PTG zajmowało się przede wszystkim działalnością popularyzatorską oraz dydaktyką geografii. Wydawano miesięcznik popularnonaukowy „Poznaj Świat”, a także organizowano wyprawy naukowe (m.in. w latach 1965–1966 jachtem s/y Śmiały wokół Ameryki Południowej, w 1968 r. na Islandię). W tym okresie Towarzystwo korzystało z podmiotowego dofinansowania z budżetu państwa. Występowały znaczne fluktuacje liczby członków: po wzroście w latach 1945–1949 nastąpił wyraźny spadek w początku lat 50., potem ponowny wzrost do 2,5 tys. członków w 1956 r., spadek w latach następnych i wzrost do 3 tys. członków w 1968 r. oraz 3418 w 1978 r.
Lata osiemdziesiąte i początek dziewięćdziesiątych przyniosły radykalne załamanie zarówno stanu osobowego (w połowie lat 90. do PTG należało około 1000 członków), jak i podstaw materialnych działania Towarzystwa. PTG musiało odnaleźć się w nowej sytuacji gospodarczej, gdy ustało podmiotowe finansowanie towarzystw naukowych. Koniec lat 90. przyniósł poprawę sytuacji Towarzystwa. Ponownie wzrosła liczba członków, ustabilizowała się sytuacja finansowa. Zwiększyło się znaczenie działalności o charakterze naukowo-badawczym, podejmowanej najczęściej wspólnie z innymi podmiotami (uczelniami, instytutami itp.). W 2001 r. zmieniono niektóre zapisy Statutu PTG dostosowując je do nowych realiów społeczno-gospodarczych. Kolejne zamiany w statucie wprowadzono w 2005 r. i 2016 r. Polskie Towarzystwo Geograficzne od 2006 r. jest organizacją pożytku publicznego. 10 października 2020 r. Walne Zgromadzenie Delegatów Towarzystwa wybrało nową przewodniczącą – Urszulę Mygę-Piątek. Jednocześnie, Antoniemu Jackowskiemu nadano godność Honorowego Przewodniczącego.

## Oddziały
- Częstochowski
- Gdański
- Kartograficzny
- Katowicki
- Kielecki
- Krakowski
- Lubelski
- Łódzki
- Olimpijski
- Opolski
- Klub Polarny
- Poznański
- Radomski
- Rzeszowski
- Słupski
- Stalowowolski
- Szczeciński
- Teledetekcji i Geoinformatyki
- Toruński
- Warszawski
- Wrocławski

## Komisje tematyczne
- Edukacji Geograficznej
- Geografii Komunikacji
- Geografii Osadnictwa i Ludności
- Geografii Politycznej i Historycznej
- Geografii Przemysłu
- Geografii Religii
- Geografii Turyzmu
- Hydrologiczna
- Krajobrazu Kulturowego
- Obszarów Wiejskich

## Czasopisma
Czasopismo Geograficzne – najstarsze czasopismo geograficzne, które ukazuje się od roku 1923. Poświęcone jest szeroko rozumianej problematyce geograficznej, zarówno z zakresu geografii fizycznej, jak i geografii człowieka. Publikowane są w nim oryginalne prace badawcze, jak i artykuły przeglądowe. Czasopismo Geograficzne adresowane jest do szerokiego grona czytelników.
Polski Przegląd Kartograficzny – kwartalnik o tradycji sięgającej początku okresu międzywojennego. Jego założycielem był wybitny kartograf i geograf lwowski Eugeniusz Romer. Kwartalnik reaktywowany w 1969 roku przez Polskie Towarzystwo Geograficzne orzy współudziale Państwowego Przedsiębiorstwa Wydawnictw Kartograficznych odgrywa ważną rolę w środowisku kartografów i geografów. Jest to jedyny w Europie Środkowo-Wschodniej periodyk stricte kartograficzny. Od roku 2015 ukazuje się pod nazwą: Polish Cartographical Review.
Studia Obszarów Wiejskich – seria wydawana od 2001 roku w języku polskim lub angielskim. Publikuje oryginalne opracowania naukowe z zakresu geografii społeczno-ekonomicznej, geografii obszarów wiejskich i przestrzennego zagospodarowania kraju.
Teledetekcja Środowiska – (ISSN 0071-8076) czasopismo Oddziału Teledetekcji i Geoinformatyki Polskiego Towarzystwa Geograficznego wydawane w trybie półrocznika. W poszczególnych tomach publikowane są artykuły i notatki naukowe dotyczące szeroko rozumianych problemów naukowych, technicznych i aplikacyjnych z zakresu nauk o Ziemi oraz badań dotyczących środowiska innych planet, w których stosowane są dane pozyskane metodami teledetekcyjnymi. Mogą to być również opracowania dotyczące konstrukcji instrumentów teledetekcyjnych przeznaczonych do pozyskiwania danych środowiskowych, a także metodyczne opracowania geoinformatyczne służące do przetwarzania i udostępniania danych teledetekcyjnych. Językami publikacyjnymi są: polski i angielski. Czasopismo ukazywało się w latach 1964–1993 (tomy 1–23) jako Fotointerpretacja w Geografii, następnie (1994–2000, tomy 24–31) jako Fotointerpretacja w Geografii – Problemy Telegeoinformacji.
Prace Komisji Krajobrazu Kulturowego – czasopismo poświęcone szeroko rozumianej problematyce krajobrazu kulturowego. Publikowane są w nim oryginalne prace badawcze, jak i artykuły przeglądowe. Za szczególnie cenne uznawane są teksty dotyczące teoretycznych i metodologiczne aspektów syntez krajobrazowych, prace omawiające ewolucję krajobrazu kulturowego, artykuły przedstawiające nowe metody badań krajobrazów kulturowych, a także studia przypadku (ujęcie regionalne). Publikowane artykuły reprezentują głównie nurt badań realnych (materialnych), ale także fizjonomiczno-estetycznych i semantycznych. Czasopismo adresowane jest do szerokiego grona twórców i czytelników: geografów, architektów, urbanistów, socjologów i szerokiego grona humanistów zarówno z Polski, jak i z zagranicy. Teksty publikowane są w języku polskim, angielskim i rosyjskim.
Prace Komisji Geografii Przemysłu PTG – czasopismo wydawane od 2000 roku przez Zakład (od 2019 r. Katedrę) Przedsiębiorczości i Gospodarki Przestrzennej Instytutu Geografii Uniwersytetu Pedagogicznego w Krakowie oraz Komisję Geografii Przemysłu Polskiego Towarzystwa Geograficznego. Problematyka czasopisma dotyczy zagadnień związanych z kształtowaniem się przemysłu i usług oraz ich otoczenia w warunkach przechodzenia od industrialnej przez postindustrialną do informacyjnej fazy rozwoju cywilizacyjnego i budowy gospodarki opartej na wiedzy. Czasopismo stanowi forum wymiany wyników badawczych osiągniętych w krajowych i zagranicznych ośrodkach naukowych zajmujących się procesami przemian przestrzennych i funkcjonalnych struktur przemysłowych i usługowych w warunkach nasilających się procesów globalizacji i związanych z nimi procesami integracji europejskiej. Obok prac studialnych związanych głównie z zachowaniami różnego typu przedsiębiorstw i efektywnością ich funkcjonowania, podejmowane są prace modelowe, mające na celu precyzyjniejsze poznanie złożonych mechanizmów kształtowania przemysłu i jego otoczenia w nowych warunkach rozwoju cywilizacyjnego oraz możliwości wykorzystania ich w pracach aplikacyjnych związanych z budową strategii rozwoju różnej skali układów przestrzennych. Czasopismo jest indeksowane w wielu prestiżowych bazach czasopism, w tym Web of Science. Teksty publikowane są w języku polskim i angielskim.
Prace Komisji Edukacji Geograficznej PTG – problematyka czasopisma dotyczy szeroko rozumianej edukacji geograficznej oraz dydaktyki geografii. Jednym z głównych celów czasopisma jest dbanie o dobrą jakość i stosowną rangę szkolnej edukacji geograficznej, od której zależy dobre wykształcenie geograficzne młodego pokolenia. Ukazuje się od 2011 roku.
Prace Komisji Geografii Komunikacji PTG – interdyscyplinarne czasopismo naukowe, w którym publikowane są głównie opracowania z zakresu nauk społeczno-ekonomicznych (geografii komunikacji, ekonomiki transportu, środowiskowych aspektów funkcjonowania transportu, inżynierii transportu). Wydawcą czasopisma jest Komisja Geografii Komunikacji Polskiego Towarzystwa Geograficznego wspólnie z Katedrą Geografii Rozwoju Regionalnego Uniwersytetu Gdańskiego. Efektem spotkań geografów transportu zapoczątkowanych w 1992 roku było powstanie serii wydawniczej pt. Prace Komisji Geografii Komunikacji PTG, ukazujących się regularnie w latach 1996–2011. Nowe władze Komisji wybrane w 2016 roku podjęły działania związane z reaktywacją serii wydawniczej i przekształceniem jej w kwartalnik naukowy.